# Longmorn
 (février 2024).
Si vous disposez d'ouvrages ou d'articles de référence ou si vous connaissez des sites web de qualité traitant du thème abordé ici, merci de compléter l'article en donnant les références utiles à sa vérifiabilité et en les liant à la section « Notes et références ».
Longmorn est une distillerie de whisky du Speyside située à Elgin dans le Morayshire en Écosse. Elle appartient aujourd’hui au groupe Pernod Ricard

## Histoire
La distillerie a été créée en 1894 par John Duff en même temps que sa proche voisine Benriach. Duff était très connu dans le petit monde du whisky : il avait fondé une vingtaine d’années auparavant la distillerie Glenlossie. À la suite de sa faillite personnelle, Duff vendit à la fin du XIXe siècle toutes ses propriétés. C’est John Grant, propriétaire de Glen Grant, qui rachète Longmorn.
En 1970, la distillerie fusionne avec Glen Grant et Glenlivet pour former un géant du whisky écossais, le groupe The Glenlivet Distillers Ltd.
Passée entre les mains de Seagram en 1977, elle appartient aujourd’hui à Pernod Ricard au travers de sa filiale « Chivas Brothers Ltd. ».
Au cours de cette longue histoire, Longmorn est une des rares distilleries à n’avoir jamais cessé de produire de l’alcool.
Longmorn possède 8 alambics (4 wash stills et 4 spirit stills) en forme de gros oignons. Elle produit annuellement près de 3.3 millions de litres d’alcool pur.
La distillerie produit un single malt assez méconnu et pourtant de très grande qualité.[réf. nécessaire] Ce single malt est marqué par des notes très fruitées. Il appartient à la gamme officielle « Heritage Collection ».
La majeure partie de la production est destinée aux blends comme Something Special et Queen Anna.

## Whiskies
Embouteillage officiel : 
- Longmorn 15 ans 45 %
- Longmorn 16 ans 48 %

Embouteilleurs indépendants :
- Gordon & Macphail
  - Longmorn 12 ans 40 %
  - Longmorn 25 ans 40 %
  - Longmorn 1963 40 %
- Signatory Vintage
  - Longmorn 1989 Cask Strength Collection 54,5 %
  - Longmorn 1989 Straight from the cask 55,8 %